# Josh Hawley

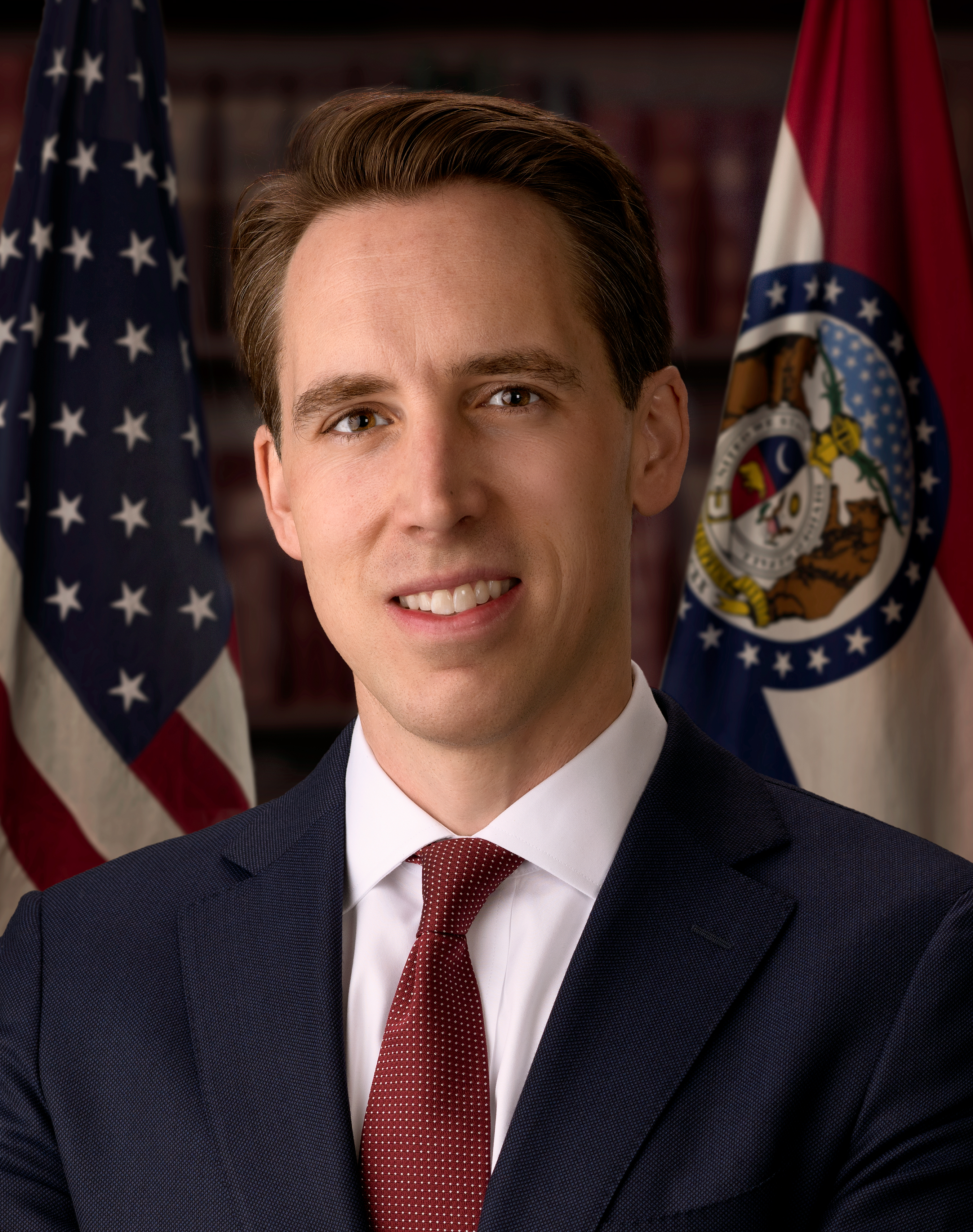
Josh Hawley (2019)

Joshua David „Josh“ Hawley (* 31. Dezember 1979 in Lexington, Missouri) ist ein US-amerikanischer Politiker der Republikanischen Partei. Seit dem 3. Januar 2019 gehört er als einer von zwei Vertretern des Staates Missouri dem Senat der Vereinigten Staaten an.

## Leben
Hawley wuchs in Lexington auf und besuchte die Schule in Kansas City. Er erwarb einen Bachelorgrad der Stanford University und besuchte die Yale Law School. Hawley ist auf Verfassungsrecht spezialisiert.
Er vertrat zweimal Parteien vor dem Obersten Gerichtshof. Er vertrat die Firma Hobby Lobby in dem Fall Burwell v. Hobby Lobby, und das Gericht entschied zu Gunsten der Firma, dass die Inhaber aus religiösen Gründen Abstriche in der Krankenversicherung ihrer Angestellten bei der Empfängnisverhütung machen können.

## Politik
2016 wurde er als Vertreter der Republikaner zum Attorney General (Justizminister und Generalstaatsanwalt) des Staates Missouri gewählt.
2018 trat er als Kandidat für das Amt des Senators für Missouri an. Er gewann am 7. August 2018 in den republikanischen Vorwahlen gegen fünf andere Kandidaten mit 58,6 %. Bei den allgemeinen Wahlen konnte er sich mit 53,4 % der Stimmen gegen die Amtsinhaberin Claire McCaskill der Demokraten durchsetzen, die 43,5 % erhielt. Er trat sein Amt am 3. Januar 2019 an. Seine Amtszeit endet 2025.
Bei der Auszählung der Wahlmännerstimmen am 6. Januar 2021 war Hawley einer von acht US-Senatoren, die die Präsidentschaftswahl anfochten, nachdem er dies bereits am 30. Dezember 2020 als erster Senator angekündigt hatte. Vor der Auszählung der Stimmen des Electoral College stärkte er vermeintliche „Sorgen und Befürchtungen“ um die Rechtmäßigkeit von Wahlergebnissen. Vor dem Sturm auf das Kapitol in Washington 2021 hat er sich vor dem Capitol mit einer erhobenen Faust mit den Angreifern solidarisiert. In der Folge hat der Verlag Simon & Schuster eine Buchveröffentlichung von Hawley gestoppt. Die beiden größten Zeitungen seines Heimatstaates Missouri, der Kansas City Star und der St. Louis Post-Dispatch, forderten Hawley danach sehr deutlich zum Rücktritt auf. In diesem Zusammenhang belegte ihn der Kansas City Star mit der Bezeichnung „Posterboy der Rechtsradikalen“ (Poster Boy Of The Radical Right) und warf ihm vor, Blut an seinen Händen zu haben.
Im April 2021 stimmte Hawley im Senat als einziger Senator gegen den Gesetzesentwurf COVID-19 Hate Crimes Act, der Bundesbehörden ein Bearbeitungsrecht für hate crimes geben und die Einrichtung einer entsprechenden Datenbank legitimieren sollte.
Im August 2022 kündigte er an, im Senat gegen die Aufnahme Finnlands und Schwedens in die NATO zu stimmen, da damit eine Ausweitung der US-Sicherheitsverpflichtungen für Europa einhergehe. Dies lehne er ab, da er China als Hauptgegner der USA betrachte. Bei der Abstimmung war Hawley der einzige Senator, der gegen diese NATO-Erweiterung votierte.
Hawley erklärte 2024, er würde sich für „christlichen Nationalismus“ einsetzen, eine Aussage, welche Philipp Löpfe als nicht vereinbar mit der amerikanischen Verfassung, beziehungsweise mit deren Trennung von Kirche und Staat, einordnete.
Er ist einer der Wortführer des Project 2025. Project 2025 ist ein von der konservativen Heritage Foundation initiiertes Regierungsprogramm, das die Macht eines potenziellen republikanischen US-Präsidenten massiv erweitern soll. Es zielt darauf ab, die Energiewende zu bremsen, staatliche Behörden zu schwächen, den Kündigungsschutz für Regierungsbeamte einzuschränken und fossile Energien zu fördern. Kritiker warnen vor einem Angriff auf demokratische Prinzipien und einer möglichen autoritären Wende. 